# John Bell Hood

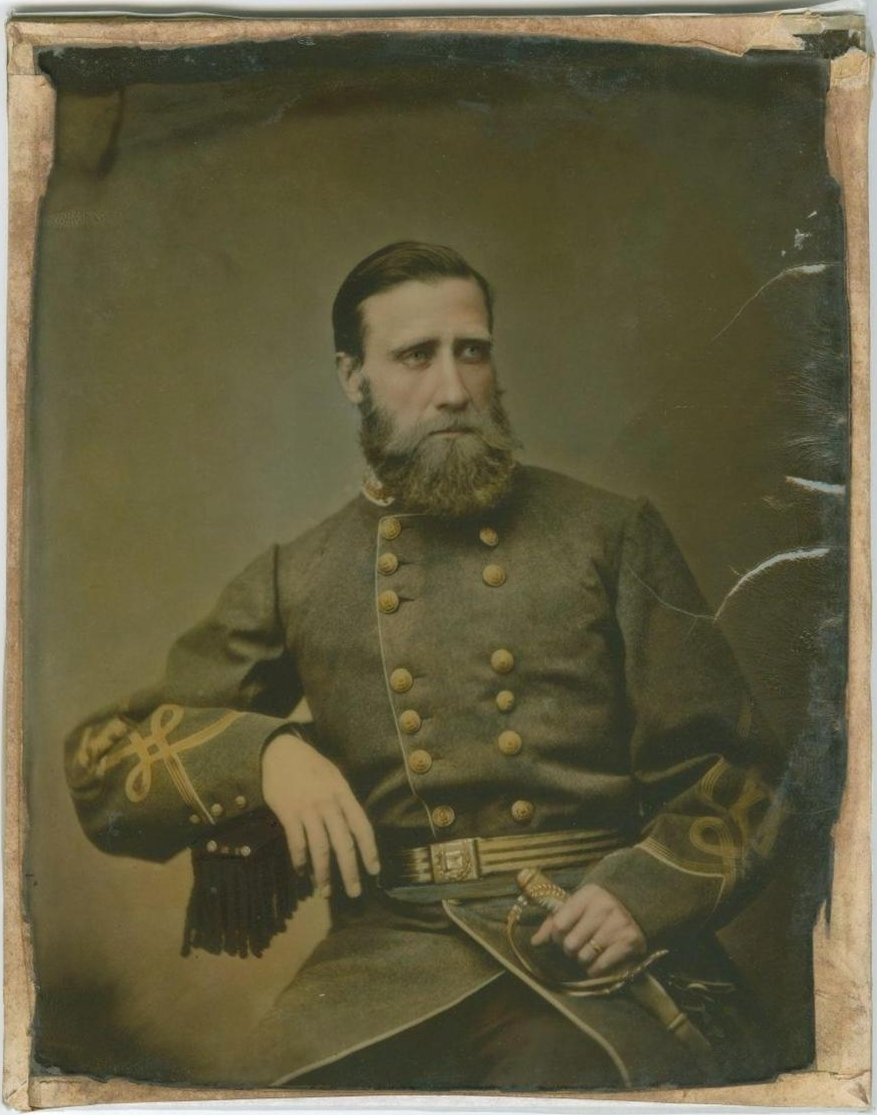
General John Bell Hood.

John Bell Hood, född den 12 juni 1831, död 30 augusti 1879, var en general i sydstatsarmén under det amerikanska inbördeskriget. Efter att ha utmärkt sig som brigad- och divisionschef blev han armékårchef. Hood blev 1864 chef för den armé som försvarade Atlanta mot Shermans armé, men förödde sina trupper genom en rad frontalanfall.

## Förenta Staternas armé
Hood var född i Owingsville, Kentucky. Han utexaminerades från West Point 1853 och blev officer vid först infanteriet, senare kavalleriet med löjtnants grad. Under sin tjänstgöring i Texas blev han sårad i strid med indianer. Vid inbördeskrigets utbrott tog han avsked och anslöt sig till sydstatsarmén.  

## Sydstatsarmén
Hood blev chef för en brigad från Texas vid fronten i Virginia. Efter att ha utmärkt sig under striderna våren 1862 blev han divisionschef i James Longstreets armékår. Han sårades svårt under slaget vid Gettysburg 1863 och hans vänstra arm förlamades. Som armékårchef under slaget vid Chickamauga 1863 sårades han igen och fick sitt högre ben amputerat. Åter i tjänst konstituerades han till general och chef för den armé som försvarade Atlanta 1864 sedan president Jefferson Davis entledigat den tidigare arméchefen general Joseph E. Johnston. Där förödde han sin armé genom en serie av frontalanfall och tvingades överge staden. När Sherman inledde sin marsch mot havet i slutet av 1864 ledde Hood sin armé norrut för att skära av Shermans underhållslinjer i hopp om att denne skulle överge sin marsch och förfölja honom. När detta misslyckades fortsatte han med sin armé genom Alabama till Tennessee. Där led han flera blodiga nederlag och blev på egen begäran entledigad från sitt befäl, varvid han återgick till sin grad som generallöjtnant. 
Hood var en utmärkt brigad- och divisionschef, en medelmåttig armékårchef och en katastrofal fältarméchef. President Davis gjorde honom till chef vid Atlanta för att han - till skillnad från Johnston - var aggressiv och angrep motståndarna, men han lät sina män upprepade gånger gå till anfall mot överlägsna fiender och sydstatsarmén förblödde utan att vinna några framgångar.   Hoods ledaregenskaper var mod, framåtanda och föredöme. De kom bäst tillrätta när han var chef för förband som han personligen kunde ställa sig i spetsen för under anfallet. Som högre chef var han oförmögen att planera för större och längre operationer. Spaning, underhållstjänst och stabsarbete försummades.

## Efter kriget
Efter kriget flyttade Hood till Louisiana och försörjde sig först som bomullsmäklare och senare som direktör för ett försäkringsbolag i New Orleans. Han gifte sig och familjen fick elva barn. Epidemisk gula feber tog 1879 först hans hustru, sedan hans äldsta dotter och sist honom själv. Paret efterlämnade tio föräldralösa barn.